# 平池三記
平池 三記（ひらいけ みき、1969年9月15日 - ）は、日本のラグビー指導者。前・常翔学園高校ラグビー部監督。香川県出身。

## 略歴
坂出高校、大阪教育大学を経て、一般企業に就職。1999年、大阪工業大学高校（現：常翔学園高校）の数学教師になって2001年、大阪工業大学高校ラグビー部副部長に就任。
2022年9月、部員の不祥事に伴う野上友一監督兼部長の引責辞任を受けて常翔学園高校ラグビー部監督および部長に就任。同年、女性監督として初の花園指揮となったが、初戦（Bシードで、2回戦から登場）で尾道高校に敗戦。
2023年度は、選抜大会でベスト4に進出も、5月の府総体では秋の花園予選Aシード獲得圏の3位以内に入れず、第3地区Bシードで迎えた花園予選決勝にてAシードの東海大大阪仰星高校に敗戦し、この試合をもって監督を退いた（部長職は継続）。